# Justí Guitart i Vilardebò
Justí Guitart i Vilardebò (* 16. Dezember 1875 in Barcelona; † 31. Januar 1940 ebenda) war Bischof von Urgell und damit gleichzeitig Kofürst von Andorra. 

## Leben
Guitart studierte am Seminar in Barcelona und Tarragona und erhielt 1899 ein Lizenziat in weltlichem und Kirchenrecht. Er wurde 1901 in Theologie promoviert und zum Priester geweiht. Ab 1902 unterrichtete er am Priesterseminar in Barcelona. Er war Kanoniker an der Kathedrale in Barcelona und von 1915 bis 1920 Generalvikar des Bistums Barcelona.
Er wurde am 23. Mai 1920 zum Bischof von Urgell geweiht und am 27. Juli als Co-Fürst von Andorra vereidigt. Während des Spanischen Bürgerkriegs floh er nach Rom.